# Otranto (Schiff, 1909)
Die Otranto war ein 1909 in Dienst gestelltes Passagierschiff der britischen Reederei Orient Steam Navigation Company, das im Passagier- und Postverkehr von Großbritannien nach Australien eingesetzt wurde. Als Hilfskreuzer war die Otranto (I) am Seegefecht bei Coronel beteiligt. Ab Juni 1918 als Truppentransporter eingesetzt, kollidierte sie am 6. Oktober 1918 mit einem anderen Transporter und sank. 431 Männer ertranken dabei.

## Passagierschiff

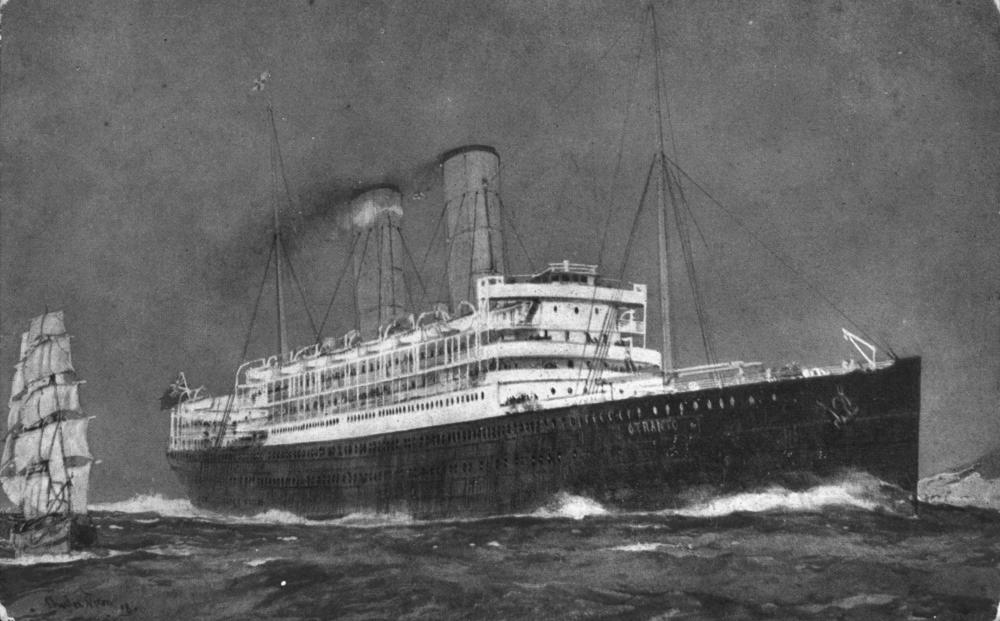
Zeichnung (undatiert)

Das 12.124 BRT große Dampfschiff Otranto wurde auf der Werft Workman, Clark & Co. Ltd. im nordirischen Belfast gebaut. Am 27. März 1909 lief die Otranto vom Stapel. Am 30. Juni 1909 wurde sie ausgeliefert und verbrachte den Sommer 1909 mit Touristikfahrten in nordeuropäischen Gewässern. Am 1. Oktober 1909 lief sie in London zu ihrer ersten Fahrt nach Melbourne, Sydney und Brisbane via Sues aus. Für den Post- und Passagierdienst auf dieser Route war sie gebaut worden. Am 6. Juni 1911 nahm das Schiff an der Coronation Fleet Review in Spithead aus Anlass der Krönung von König George V. teil.
Das 163,2 Meter lange und 19,5 Meter breite Passagier- und Postschiff hatte zwei Schornsteine, zwei Masten und zwei Propeller und wurde von zwei Vierfachexpansions-Dampfmaschinen angetrieben, die 12.000 PSi leisteten und eine Geschwindigkeit von 18 Knotern ermöglichten. Das Schiff bot Platz für 280 Passagiere in der Ersten, 130 in der Zweiten und 900 in der Dritten Klasse. Die Besatzung bestand aus 350 Personen.
Die Otranto gehörte zu einer Reihe von fünf baugleichen Schwesterschiffen, die alle zwischen 1909 und 1911 für die Australienroute in Dienst gestellt wurden. Die anderen vier waren die Otway (12.077 BRT), die Orvieto (12.133 BRT), die Osterley (12.129 BRT), die Orsova (I) (12.136 BRT) und die die Orama (I) (12.927 BRT).

## Hilfskreuzer

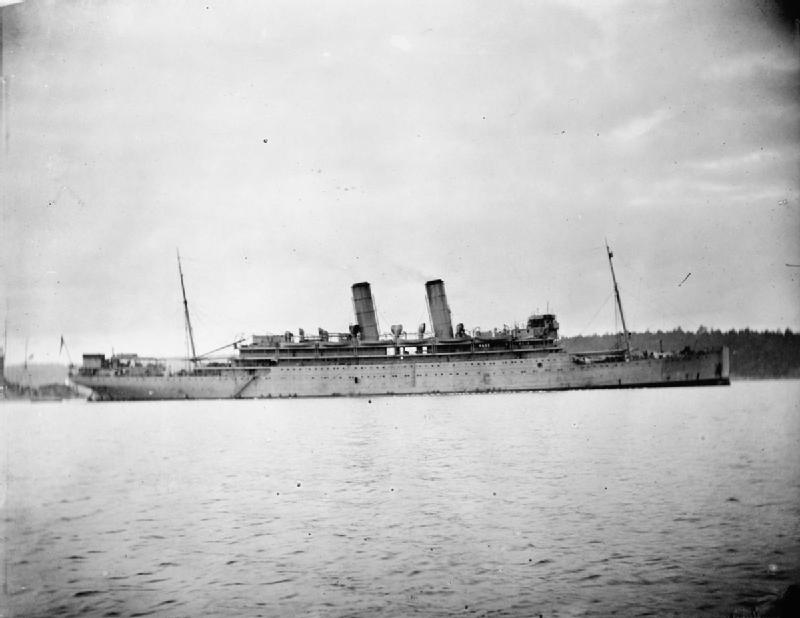
Die Otranto während ihrer Zeit als Hilfskreuzer

Eine Woche nach der britischen Kriegserklärung an das Deutsche Reich im August 1914 wurde die Otranto von der Admiralität beschlagnahmt, um zum Hilfskreuzer umgebaut zu werden. Sie wurde mit vier 4,7-Inch-(120-mm)-Geschützen ausgestattet.
Sie wurde in den Südatlantik gesandt, um sich dem West Indies Squadron unter Konteradmiral Sir Christopher Cradock anzuschließen. Dieses Geschwader wurde dann in den Südost-Pazifik geschickt, um das deutsche Ostasiengeschwader unter Vizeadmiral Maximilian von Spee zu stoppen. Otranto entdeckte das deutsche Geschwader am 1. November 1914 vor der chilenischen Küste. Im folgenden Seegefecht bei Coronel brach sie frühzeitig das Gefecht mit der Dresden ab und entkam nach Süden, wie auch der Leichte Kreuzer Glasgow.
Nach dem Gefecht diente die Otranto als Wachschiff an den Falklandinseln, kehrte aber schon im Januar 1915 nach Großbritannien zurück, da die zivile Besatzung zu meutern drohte. Ab Mai 1915 war die Otranto wieder im Pazifik und überwachte die Westküste Amerikas. Während ihrer Zeit im Pazifik wurde sie viermal überholt. Die erste und die letzte Überholung wurden in Sydney, Australien, im Februar 1916 beziehungsweise im April 1918 durchgeführt. In Esquimalt (British Columbia), Kanada, fanden die beiden anderen Instandsetzungen im Oktober 1916 und Oktober 1917 statt. Nach der letzten Überholung wurde sie nach Großbritannien zurückbefohlen und kam ab Juni 1918 als Truppentransporter zum Einsatz. Sie wurde jetzt auf dem Nordatlantik eingesetzt.

## Untergang
Am 6. Oktober 1918 kollidierte die HMS Otranto mit dem ehemaligen P&O-Liner und jetzt Truppentransporter Kashmir bei schlechter Sicht und rauer See zwischen der Irischen Küste und den Äußeren Hebriden Schottlands. Sie hatte ein großes Leck auf der Backbordseite vorn und bekam bei starkem Seegang Schlagseite. Das Schiff trieb in die Machir Bay der Insel Islay auf einen Felsen zu und lief dort auf. Der Seegang drückte die Otranto weiter auf die Felsen, so dass sie schließlich zerbrach und sank. Der Untergang forderte 431 Todesopfer. Neben 80 Mann der britischen Besatzung starben 351 US-Soldaten.
Der Zerstörer HMS Mounsey der Yarrow M-Klasse konnte, durch die SOS-Rufe alarmiert, über 300 Menschen von der treibenden Otranto abbringen, die er nach Belfast brachte, wo sie in Krankenhäuser kamen. 17 Männern gelang es, an Land zu schwimmen. Von den Toten wurden viele in Belfast und auf Islay beerdigt, die US-Amerikaner aber ab 1920 wieder in die Vereinigten Staaten überführt.

## Trivia
Ein 2123 m hoher Berg in British Columbia wurde nach dem Schiff Mount Otranto genannt. Er steht in einer Gruppe von Bergen, die alle mit Namen aus der Schlacht von Coronel belegt wurden.